# Жозе-Буатё (Санта-Катарина)
Жозе-Буатё (порт. José Boiteux) — муниципалитет в Бразилии, входит в штат Санта-Катарина. Составная часть мезорегиона Вали-ду-Итажаи. Входит в экономико-статистический  микрорегион Риу-ду-Сул. Население составляет 4652 человека на 2006 год. Занимает площадь 405,519 км². Плотность населения — 11,5 чел./км².

## История
Город основан 26 апреля 1989 года.

## Статистика
- Валовой внутренний продукт на 2003 составляет 25 919 463,00 реалов (данные: Бразильский институт географии и статистики).
- Валовой внутренний продукт на душу населения на 2003 составляет 5604,21 реалов (данные: Бразильский институт географии и статистики).
- Индекс развития человеческого потенциала на 2000 составляет 0,771 (данные: Программа развития ООН).

## География
Климат местности: мезотермический гумидный.